# Klášter Marienthal
Klášter Marienthal leží v Horní Lužici mezi Žitavou a Zhořelcem. Je nejstarším nepřetržitě existujícím konventem cisterciaček na hornolužické/německé půdě.

## Historie kláštera za doby Přemyslovců a Lucemburků
Klášter Marienthal byl založen roku 1234 českou královnou Kunhutou Štaufskou za podpory jejího manžela, krále Václava I. a až do počátku 15. století a husitských válek podřízen víceméně zájmům Českého království. Václav I. věnoval listinou z 22. února 1234 nově vzniklému klášteru nejen několik vsí, ale dosáhl vynětí kláštera z dosahu míšeňské diecéze. Tuto listinu potvrdil jako svědek i jeden z prvních Ronovců Častolov z Žitavy.. Přemysl Otakar II. potvrdil klášteru cca ve třech dochovaných listinách již provedené klášterní nákupy a jeho syn Václav II. zřejmě nevydal ve prospěch kláštera listiny žádné.
Po roce 1306 (vymření Přemyslovců) ručil u některých klášterních majetkových transakcí podkomoří a nejvyšší maršálek Jindřich z Lipé. Bylo to dáno především tím, že měl zástavní právo na Žitavu a také tím, že jeho dcera Markéta byla zdejší jeptiškou. Pán z Lipé se ve prospěch kláštera několikrát zřekl i svých lenních práv. Markéta snad podle některých zdrojů měla být i marienthalskou abatyší, ale pokud tomu tak bylo, tak jen na velmi krátkou dobu, protože není žádných listin. Pak následoval ve vydávání listin zástavní pán Žitavska Jindřich Javorský (zeť královny vdovy Elišky Rejčky).
Jan Lucemburský potvrdil roku 1346 Marienthalu jeho majetek a zároveň mu udělil vyšší hrdelní soudní pravomoc. Janovi úředníci neměli klášter obtěžovat vyžadováním pohostinství a nemírných platů a celý klášter Jan svěřil do ochrany Janovi z Donína a radním ze Žitavy.
Karel IV. vydal pro Marienthal mnoho listin. Mimo jiné pravidelně obnovoval slib ochrany kláštera, který byl pravděpodobně vykořisťován zemským fojtem v Budyšíně panem Půtou z Turgova zneužíváním práva pohostinství. V roce 1357 císař vydal zlatou bulu, znovu upravil klášterní privilegia, prohlásil se defensorem a klášternímu městečku Ostritz udělil právo svobodně vařit a prodávat pivo, chleba a sůl. V prosinci 1368 žoldnéři Šestiměstí pobořili radnici i městské hradby.
Až do roku 1427 klášter zřejmě prosperoval, nakupoval další majetky. Pak přišly husitské bouře a po zpustošení objektu kláštera husity se jeptišky uchýlily do Zhořelce. V květnu 1427 vojska táborů a sirotků vyplenila celé blízké okolí včetně kláštera a jeho zboží. Ve Zhořelci zůstaly cisterciačky zřejmě ve svém městském domě celých třicet let.

## Seznam představených
V čele kláštera stojí matka představená (abatyše). Pro období středověku není seznam kompletní.
- od 1238 – Adelheid von Donyn
- od 1267 – Elisabeth
- od 1289 – Kunigunde
- 1294–1303 – Jutta von Grisslau
- 1304–1310 – Adelheid von Rockelwitz
- 1311–1326 – Sophia
- 1326 – Clara von Salza
- 1329–1338 – Kunigunde de Grizla
- před 1350 – Margaretha z Lipé
- 1354 – Euphemia
- 1357–1360 – Elisabeth
- 1366 – Anna von Oppal
- 1366–1388 – Agnes von Grislaw
- 1388–1399 – Euphemia
- 1399–1413 – Margaretha von Gersdorf
- 1414–asi 1426 – Agnes von Glossen
- 1426 – Agnes von Gersdorf
- 1432–1452 – Margaretha von Gebeltzig
- 1454–1459 – Veronika
- 1467–1468 – Anna von Luttitz
- 1473 – Katharina I. von Nostitz
- 1490–1506 – Katharina II. von Nostitz (možná totožná s předchozí)
- 1506–1524 – Margaretha von Bresen
- 1524–1540 – Elisabeth von Talkenberg
- 1540–1558 – Katharina von Nostitz a Unwürde
- 1558–1563 – Magdalena von Berge
- 1563–1573 – Margaretha von Bellwitz
- 1573–1583 – Ursula Laubig
- 1583–1591 – Margaretha Scholze
- 1591–1594 – Margaretha Kolmas
- 1594–1600 – Martha Schwobe
- 1600–1623 – Ursula Queitsch
- 1623–1649 – Sabina Sommer
- 1649–1650 – Katharina IV. Hennig
- 1650–1690 – Anna Friedrich
- 1690–1693 – Theresia I. Sommer
- 1693–1709 – Martha Tanner
- 1709–1720 – Agnes Hayn
- 1720–1736 – Klara Mühlwenzel
- 1737–1753 – Theresia II. Senfftleben
- 1755–1764 – Scholastika Walde
- 1764–1784 – Anastasia Rösler
- 1784–1799 – Maria Theresia III. Hrzánová z Harasova
- 1800–1801 – Apollonia Voigt
- 1801–1810 – Josefa Gürth
- 1810–1827 – Laurentia Knothe
- 1827–1848 – Michaela Zocher
- 1849–1856 – Agnes Theresia Heinová
- 1856–1883 – Gabriela Marschner
- 1883–1896 – Anna Maria Nowak
- 1896–1915 – Michaela Waurick
- 1915–1943 – Roberta Reime
- 1943–1982 – Celsa Gutte
- 1982–1993 – Pia Walter
- 1993–2016 – Regina Wollmann
- 2016–2025 – Elisabeth Vaterodt
- od II/2025 – Petra Articus